# Pull Up
Pull Up è il singolo di debutto del rapper statunitense Lil Mosey, pubblicato il 7 dicembre 2017 dall'etichetta discografica Republic Records.

## Tracce
1. Pull Up – 3:03